# إدموند فين
إدموند فين (بالإنجليزية: Edmund Finn)‏ هو صحفي أسترالي، ولد في 13 يناير 1819، وتوفي في 4 أبريل 1898.